# Edgar Schneider
Edgar Luís Schneider, ou simplesmente Edgar Schneider (Porto Alegre, 5 de março de 1893 — Porto Alegre, 30 de abril de 1963) foi um professor, jornalista, jurista e político brasileiro.

## Biografia
Neto de Johann Adam Schneider, natural da Saxônia, e de Maria Magdalena, era filho de Fernando Jorge Schneider e de Maria Madalena Stock. Realizou seus estudos iniciais em uma escola pública no bairro Cristal, entrando depois para a Escola Normal de Porto Alegre, terminando seus estudos na Escola Superior de Comércio, em 1811. Formou-se depois na Faculdade de Direito do Rio de Janeiro, em 1920, também formando-se na Academia de Altos Estudos.
Retornou ao Rio Grande do Sul, onde instalou uma banca de advocacia em Passo Fundo, ali casando com Corina Schell Loureiro Lima, em 1921, com quem teve quatro filhos. Em 1924 voltou para Porto Alegre, onde iniciou-se na política, filiado ao Partido Federalista, elegendo-se deputado estadual, em 1926.
Com o Estado Novo abandonou a política, seguindo o magistério, como professor da Faculdade de Direito de Porto Alegre. Exerceu o cargo de reitor magnífico da Universidade Federal do Rio Grande do Sul entre março e setembro de 1943, afastando-se devido a divergências em relação a autonomia da Universidade.
Retornou a política em 1945, com a redemocratização do país, elegeu-se  para a 37ª Legislatura da Assembleia Legislativa do Rio Grande do Sul e para a Assembleia Estadual Constituinte, que deu um viés parlamentarista à constituição estadual, cujas partes foram depois anuladas na justiça, a pedido do governado Walter Jobim. Foi eleito presidente da Assembleia Legislativa e concorreu ao governo do Estado, em 1950, contra o candidato oficial Ernesto Dorneles, por quem foi derrotado.
Era membro do Instituto Histórico e Geográfico do Rio Grande do Sul e da Academia Riograndense de Letras. Contribuiu com o jornal Correio do Povo e Diário de Notícias.
Em sua memória, há uma praça no centro de Porto Alegre que leva seu nome.